# Patricia Durán Reveles
Patricia Elisa Durán Reveles (Naucalpan de Juárez, 20 de marzo de 1972) es política y arquitecta mexicana. Presidenta Municipal de Naucalpan de Juárez, Estado de México durante la Administración 2019-2021. Su gestión como alcaldesa se vio envuelta en escándalos de corrupción, opacidad y desvió de recursos. Durante este mismo periodo, la administración municipal de Naucalpan dejó de pagar salarios durante más de seis meses y negó prestaciones de ley a más de seis mil trabajadores de base y de confianza. Al cierre de administración, Durán Reveles dejó una deuda municipal de 4 300 millones de pesos, una de las más altas del Estado de México y el país.
Hermana de los expresidentes municipales José Luis Durán Reveles (Naucalpan) y Alfredo Durán Reveles (Cuautitlán Izcalli).

## Trayectoria política
- Presidente municipal Constitucional de Naucalpan de Juárez, de 2019-2021.
- Diputada Local en la LIX Legislatura del Estado de México, de 2015 a 2018.
- Diputada Federal en la LIX Legislatura[4] Federal de 2003 a 2006.
- Formó parte de la Comisión de Ciencia y Tecnología en la Cámara de Diputados del 30 de septiembre de 2003 al 31 de agosto del 2006.
- Formó parte de la Comisión de Vivienda en la Cámara de Diputados del 30 de septiembre de 2003 al 31 de agosto del 2006.
- Es la cuarta mujer en gobernar el municipio de Naucalpan

## Trayectoria académica
Estudió la licenciatura en Arquitectura en la Universidad Iberoamericana. Cuenta con una maestría en Arquitectura por la Universidad Iberoamericana. Realizó una maestría en Seguridad e Inteligencia Estratégica por el Instituto Ortega Vasconcelos (enlace roto disponible en Internet Archive; véase el historial, la primera versión y la última)..

## Trayectoria empresarial
De 1996 a 1998, fue Administradora General de la empresa Kaon Arquitectos S.A. de C.V. en el Estado de México. 
De 1999 a 2003 fue Gerente General de Proyectos de la empresa San Miguel Constructora e Inmobiliaria S.A. en el Estado de México.

## Administración en el ayuntamiento de Naucalpan de Juárez
Su gestión municipal se caracterizó por la modernización de la cabecera municipal, San Bartolo. También por la creación de la primera universidad pública llamada Universidad de Naucalpan (UNA), misma que nunca se concretó y se vio envuelta en escándalos de opacidad y corrupción. 
También logró la prohibición del uso de plásticos y unicel en su primer año de gobierno. Y logró la remodelación de San Bartolo centro de Naucalpan, la inversión en materia ascendió a 100 millones de pesos, misma que hasta 2022 continuaba bajo investigación por el excesivo gasto al erario.
Se caracterizó por ser la administración municipal que incrementó la deuda y terminó por dejar de pagar durante los últimos seis meses de su mandato el salario de empleados municipales.